# Rifugio Dolič
Il Rifugio Dolič (in sloveno: Tržaška koča na Doliču) è un rifugio situato nel comune di Plezzo in Slovenia, a 2.151 m s.l.m..

## Storia
Il rifugio si chiamava inizialmente Rifugio Napoleone Cozzi, venne ostruito dagli italiani il 14 settembre 1930, e fu distrutto da una valanga nel 1951. Il nuovo rifugio fu costruito leggermente più in alto e aperto il 26 luglio 1953.

## Accesso
4 ore: dalla valle Zadnjica (Bovec)
3 ore: dal rifugio ai laghi del Triglav (1685 m), attraverso Hribarice
2 ore: dal Vodnikov dom sul Velo polje (1817 m), attraverso Velska dolina
2½ ore: da Zasavska koča a Prehodavci (2071 m), attraverso la parete settentrionale del Kanjavec

## Vette
1½ ore: Kanjavec (2569 m), attraverso i pendii orientali
2 ore: Kanjavec (2569 m), via Hribarice
1½ ore: Mišeljski Konec (2464 m)
2½ ore: Triglav (2864 m), attraverso il troncone del Triglav